# Cathy Féchoz
Cathy Féchoz (* 23. Mai 1969 in Moûtiers, Savoie) ist eine ehemalige französische Freestyle-Skierin. Sie war auf die nicht mehr ausgetragene Disziplin Ballett (Acro) spezialisiert. In dieser Disziplin gewann sie zwei Weltmeisterschaftsmedaillen und sechs Einzelwettkämpfe im Weltcup.

## Biografie
Cathy Féchoz nahm 1983 im Alter von 13 Jahren an den internationalen Jugendmeisterschaften in Unterwasser teil und gewann im Ballett die Bronzemedaille. Vier Jahre später gewann sie im gleichen Wettbewerb Gold. Ihr Debüt im Freestyle-Skiing-Weltcup gab sie im Dezember 1985 in Tignes. In ihren ersten beiden Weltcup-Wintern bestritt sie zwei Rennen auf der Buckelpiste, konzentrierte sich danach aber auf das Ballett.
Nachdem sie zwei Winter lang an keinem Wettkampf teilgenommen hatte, konnte sie sich ab der Saison 1989/90 regelmäßig unter den besten zehn klassieren. Im Dezember 1990 gelang ihr in La Plagne ihr erster Weltcupsieg. Bei ihren ersten Weltmeisterschaften in Lake Placid gewann sie hinter den beiden US-Amerikanerinnen Ellen Breen und Jan Bucher die Bronzemedaille. Beim Demonstrationswettbewerb im Rahmen der Olympischen Spiele von Albertville zeigte sie ein Programm zum Titel I Wanna Be Loved by You von Marilyn Monroe und holte knapp hinter der Schweizerin Conny Kissling die Silbermedaille. Die Saison 1991/92 schloss sie dank eines späten Sieges in Zauchensee auf Rang drei der Disziplinenwertung ab. Bei den Weltmeisterschaften am selben Ort gewann sie erneut Bronze. In den kommenden Wintern feierte Féchoz vier weitere Weltcupsiege und erreichte noch zweimal den dritten Rang im Ballett-Endklassement, bei ihren letzten Weltmeisterschaften in La Clusaz kam sie über Rang zwölf nicht hinaus. Ihren letzten Weltcup bestritt sie im Dezember 1995.
Féchoz studierte an der Universität Savoyen und arbeitet als Skilehrerin für die ESF Courchevel.

## Erfolge

### Olympische Spiele
- Albertville 1992: 2. Ballett (Demonstrationswettbewerb)

### Weltmeisterschaften
- Lake Placid 1991: 3. Ballett
- Altenmarkt-Zauchensee 1993: 3. Ballett
- La Clusaz 1995: 12. Ballett

### Weltcupwertungen
| Saison  | Gesamt | Gesamt | Moguls | Moguls | Ballett | Ballett |
| Saison  | Platz  | Punkte | Platz  | Punkte | Platz   | Punkte  |
| ------- | ------ | ------ | ------ | ------ | ------- | ------- |
| 1985/86 | 36.    | 2      | 16.    | 6      | –       | –       |
| 1986/87 | 46.    | 1      | –      | –      | 17.     | 5       |
| 1989/90 | 23.    | 7      | –      | –      | 7.      | 43      |
| 1990/91 | 11.    | 9      | –      | –      | 4.      | 85      |
| 1991/92 | 13.    | 9      | –      | –      | 3.      | 73      |
| 1992/93 | 23.    | 76     | –      | –      | 7.      | 608     |
| 1993/94 | 9.     | 96     | –      | –      | 3.      | 764     |
| 1994/95 | 12.    | 93     | –      | –      | 3.      | 648     |
| 1995/96 | 60.    | 27     | –      | –      | 18.     | 192     |

### Weltcupsiege
Féchoz errang im Weltcup 25 Podestplätze, davon 6 Siege:
| Datum            | Ort                   | Land       | Disziplin |
| ---------------- | --------------------- | ---------- | --------- |
| 2. Dezember 1990 | La Plagne             | Frankreich | Ballett   |
| 12. März 1992    | Altenmarkt-Zauchensee | Österreich | Ballett   |
| 8. Januar 1993   | Blackcomb             | Kanada     | Ballett   |
| 20. Januar 1994  | Lake Placid           | USA        | Ballett   |
| 3. März 1994     | Altenmarkt-Zauchensee | Österreich | Ballett   |
| 11. März 1994    | Meiringen-Hasliberg   | Schweiz    | Ballett   |

### Weitere Erfolge
- Internationale Jugendmeisterin im Skiballett 1987
- Bronze bei den internationalen Jugendmeisterschaften im Ballett 1983